# Hans Trauttenberg
Baron Hans Heinrich von Trauttenberg , avstrijski hokejist, * 6. januar 1909, Berlin, Nemčija, † oktober 1985, Westminster, Anglija.
Demmer je igral za kluba Wiener EV v avstrijski ligi in HC Streatham v britanski ligi, za avstrijsko reprezentanco pa na enih olimpijskih igrah in Evropskem prvenstvu 1932, kjer je bil dobitnik srebrne medalje.